# Esperando el milagro
Esperando el milagro es el sexto álbum de estudio del grupo argentino de rock Las Pelotas. Fue editado en el año 2003 y contó con la producción artística de Sebastián Schachtel. Fue presentado oficialmente en el Estadio Obras. La canción Será fue su corte radial más trascendente y exitoso, y fue considerada por la revista Rolling Stone como la mejor canción de la década del 2000 en la lista de los 50 mejores hits del rock argentino. Coincidiendo con el lanzamiento del álbum, la banda integró la grilla de programación de la primera edición del festival Quilmes Rock en octubre de 2003.

## Lista de temas
| Esperando el milagro |                        |                                                     |          |  |
| N.º                  | Título                 | Escritor(es)                                        | Duración |  |
| 1.                   | «Será»                 | Daffunchio / Sussmann / Martínez / Jove             | 3:01     |  |
| 2.                   | «Mareada»              | Alejandro Sokol                                     | 3:55     |  |
| 3.                   | «Tomás X»              | Daffunchio / Sussmann / Martínez / Jove / Schachtel | 3:54     |  |
| 4.                   | «Desaparecido»         | Daffunchio / Sussmann / Martínez / Jove / Schachtel | 3:07     |  |
| 5.                   | «Día feliz»            | Sokol / Daffunchio / Sussmann / Martínez / Jove     | 3:48     |  |
| 6.                   | «Abejas»               | Sokol / Daffunchio / Sussmann / Martínez / Jove     | 4:19     |  |
| 7.                   | «Si sentís»            | Las Pelotas                                         | 3:51     |  |
| 8.                   | «Tormenta en Júpiter»  | Daffunchio / Sussmann / Martínez / Jove             | 3:36     |  |
| 9.                   | «Rey de los divinos»   | Daffunchio / Sussmann                               | 4:20     |  |
| 10.                  | «Esperando el milagro» | Daffunchio / Sussmann / Martínez / Jove             | 4:48     |  |
| 11.                  | «Tiempo de matar»      | Sokol / Daffunchio / Sussmann / Martínez / Jove     | 2:57     |  |
| 12.                  | «La creciente»         | Sokol / Daffunchio / Sussmann / Martínez / Jove     | 3:29     |  |
| 13.                  | «Puede ser»            | Las Pelotas                                         | 5:19     |  |

## Personal
- Alejandro Sokol - Voz
- Germán Daffunchio - Guitarra líder y voz
- Tomás Sussmann - Guitarra rítmica
- Sebastián Schachtel - Teclados
- Gabriela Martínez - Bajo
- Gustavo Jove - Batería